# Parachute (revue)
Pour les articles homonymes, voir Parachute (homonymie).
Parachute est une revue québécoise consacrée à l'art contemporain publiée entre 1975 et avril 2007.
Le fonds d'archives de la revue d'art contemporain Parachute est conservé au centre d'archives de Montréal de Bibliothèque et Archives nationales du Québec. Sa collection de "fonds+parachute" catalogues d'exposition et de monographies a été offerte en don à la Bibliothèque des arts de l'UQAM et en partie intégrée au catalogue des bibliothèques de l'Université du Québec à Montréal.

## Origine
Fondée en 1975 à Montréal, la revue Parachute s’est fixée dès ses débuts un programme précis sur le plan du développement de nouvelles méthodologies dans la critique d’art et sur celui de l’élargissement des horizons géographiques et culturels. Dès son premier numéro, la revue est publiée en français et en anglais, dans le but de promouvoir une pensée hybride, nourrie du croisement des grands courants culturels mondiaux. Grâce à sa perspective transnationale, la revue Parachute est partout devenue un outil de référence pour artistes, critiques, chercheurs et conservateurs.

## Évolution
En trente ans d’existence, Parachute a connu des changements de structure, lui permettant de mieux répondre à l’évolution du milieu. Ces changements se sont manifestés autant par l’arrivée continue de nouveaux noms au sommaire de la revue, par le développement de nouvelles rubriques, par des modifications dans la présentation graphique, que par l’élargissement de son aire d’intérêt géographique. Le contenu de la revue porte essentiellement sur les arts visuels (peinture, sculpture, installation, performance, photographie, vidéo) ainsi que sur les enjeux théoriques qui s’y rattachent. Mais Parachute  accorde une place importante au cinéma, au théâtre, à la danse, à la musique et à l’architecture lorsque ces manifestations sortent des genres conventionnels et induisent un questionnement théorique.
Penser la situation actuelle de l’art dans le monde, renouveler le discours critique, être transdisciplinaire et transfrontalier sur le plan artistique comme sur le plan des approches critiques sont autant d’exigences que la revue s’est tenue de respecter. En octobre 2000, pour célébrer son 25e anniversaire, Parachute adopte une nouvelle formule et un nouveau format. Toujours fidèle à ses objectifs, chaque numéro se concentre désormais sur un thème pertinent qui émerge des pratiques artistiques contemporaines. Chacun des numéros fait appel à des auteurs de divers horizons intellectuels et géographiques : critiques d’art, artistes, historiens, philosophes, anthropologues, psychanalystes, etc. Essais, interviews de fond et projets d’artistes constituent la base de chacun de ces numéros thématiques. Les essais, en français et en anglais, au nombre d’une dizaine, sont traduits de leur langue d’origine.
Une fois l’an, Parachute consacrait un numéro à une ville « d’émergence », lieu où se développent des pratiques artistiques inusitées sous l’impact de facteurs socio-politiques et qui constitue un créneau de créativité particulièrement riche à l’heure actuelle.

## para-para-
para-para- est un journal inséré dans chaque livraison de la revue. Davantage tourné vers l’actualité, ce journal constitue un organe de diffusion plus souple et adaptable aux événements présents dans l’actualité de l’art. para-para- tente de saisir l’actualité sous toutes ses formes, grands et petits débats de l’heure, en s’inspirant des proximités entre les événements : expositions, essais sur l’art, catalogues, sites web, films sur l’art, CD-ROM, etc.

## Quelques contributeurs
- Georges Didi-Huberman
- Catherine David
- Hal Foster
- Dan Graham
- Jean-François Lyotard
- Louis Marin
- Jean-Charles Massera
- Jean-Luc Nancy
- Paul Virilio
- Jeff Wall